# New Castle (Indiana)
New Castle is een plaats (city) in de Amerikaanse staat Indiana, en valt bestuurlijk gezien onder Henry County.

## Demografie
Bij de volkstelling in 2000 werd het aantal inwoners vastgesteld op 17.780.
In 2006 is het aantal inwoners door het United States Census Bureau geschat op 18.663, een stijging van 883 (5,0%).

## Geografie
Volgens het United States Census Bureau beslaat de plaats een oppervlakte van
15,4 km², geheel bestaande uit land. New Castle ligt op ongeveer 254 m boven zeeniveau.

## Plaatsen in de nabije omgeving
De onderstaande figuur toont nabijgelegen plaatsen in een straal van 12 km rond New Castle.

## Geboren
- Robert Indiana (1928-2018), kunstschilder, beeldhouwer en dichter